# Figline e Incisa Valdarno
Figline e Incisa ValdArno is een gemeente in de Italiaanse provincie Florence (regio Toscane) die op 1 januari 2014 is gevormd door de fusie van de gemeenten Figline Valdarno en Incisa in Val d'Arno. De gemeente bevindt zich ten circa 25 km ten zuidoosten Florence in het Valdarno Superiore, een groot bekken in het dal van de Arno ten noorden van Arezzo. De gemeente is goed bereikbaar met een eigen afrit van de snelweg A1 Milaan - Rome en twee stations aan de spoorlijn Florence - Rome.
De gemeente bestaat uit de volgende plaatsen: Brollo, Burchio, Carresi, Celle San Leo, Cesto, Gaglianella, Gaville, Loppiano, Matassino, Palazzolo, Pavelli, Poggiolino, Poggio alla Croce, Ponte agli Stolli, Porcellino, Restone, San Donato in Avane, San Martino Altoreggi, Lo Stecco, Tartigliese en San Martino a Torreggi.
De gemeenteraad (Consiglio Comunale) bestaat uit 15 zetels. De Democratische Partij bezet er hiervan 10, de Vijfsterrenbeweging heeft twee zetels. Twee lokale partijen en de combinatie Forza Italia-UDC hebben er ieder een.

## Geografie
De gemeente strekt zich uit van het Arnodal op 115 m tot de heuvels van de Chianti (Monte del Chianti) op ca. 670 m boven zeeniveau. De oude centra van Incisa en Figline bevinden zich in het relatief vlakke en laaggelegen dal van de rivier de Arno.
Figline e Incisa Valdarno grenst aan de volgende gemeenten: Reggello, Rignano sull'Arno, Greve in Chianti, Castelfranco Piandiscò (AR), Cavriglia (AR) en San Giovanni Valdarno (AR).

## Bekende inwoners
- Sting, Brits zanger
- Leonardo Capezzi (geboren te 28 maart 1995), voetballer